# 康文特 (路易斯安那州)
康文特（英語：Convent）是美国路易斯安那州圣詹姆斯堂区的一个普查规定居民点，也是该堂区的区政府所在地。根据2010年美国人口普查，其人口数为711。